# Lleonat
Lleonat  o Leonat o Leonnat (en llatí Leonnatus, en grec antic Λεοννάτος "Leonnátos") fou un macedoni de Pel·la, un dels generals d'Alexandre el Gran. Segons Quint Curti Ruf era descendent d'una casa reial (la dels Lincestes) i potser per això ocupava una posició destacada a la cort de Filip II de Macedònia del que n'era un dels oficials escollits de la seva guàrdia personal (|σωματοφύλακες somatofílacs) i va ser un dels que va venjar la mort del rei matant el seu assassí Pausànies d'Orèstia.
Després de la Batalla d'Issos el van enviar a veure l'esposa de Darios III de Pèrsia per anunciar les condicions per la seguretat del seu marit. Quan Alexandre era a Egipte (331 aC) el va nomenar per substituir a Arribes com un dels set σωματοφύλακες i en endavant el seu nom s'esmenta sovint, parell als d'Hefestió, Perdicas d'Orèstia i Ptolemeu. Fou un dels que va formar el consell que va decidir sobre la culpabilitat de Filotes, i va tractar d'aturar la fúria del rei contra Clit Meles; també va tenir un paper en el càstig de l'anomenada conspiració dels patges. Al rei li va dir que considerava ridícul el costum persa de la postració tot i que podia tenir una reacció airada.
Militarment va resultar ferit junt amb Alexandre i Ptolemeu a la fortalesa de Coriana (Chorienes) i les lluites contra els pobles salvatges de la vall del Choes; també va dirigir una divisió contra els indis muntanyencs, i es va distingir especialment a la lluita contra la ciutat de Malli, on Lleonat i Peucestes de Mieza van salvar la vida d'Alexandre. Va dirigir una divisió de cavalleria que va acompanyar per la riba dreta a la flota d'Alexandre quan va baixar per l'Indus; a la tornada va lluitar contra els oreites i altres tribus bàrbares. Com a recompensa Alexandre li va donar una corona d'or quan va arribar a Susa (325 aC) com va fer amb els més destacats.
A la mort d'Alexandre, a la primera reunió del consell de generals, es va proposar a si mateix i a Perdicas com regents associats del fill del rei encara no nascut (Roxana estava embarassada); finalment en les decisions preses, se li va atorgar la satrapia de Frígia Hel·lespòntica, que no el va satisfer, però no va dir res. Just arribar al seu govern va rebre un missatge d'Antípater que li demanava ajut per lluitar contra els revoltats grecs i al mateix temps una carta de Cleòpatra, la germana d'Alexandre, que li demanava ajut contra Antípater i li oferia la seva mà. Lleonat va decidir aprofitar l'ocasió i primer ajudaria a Antípater i quan el perill hagués passat l'expulsaria de Macedònia i es casaria amb Cleòpatra i seria rei.
No va aconseguir el suport d'Èumenes de Càrdia però tot i així va reunir un fort exèrcit de vint mil homes amb el qual va creuar a Europa i es va dirigir a Làmia on Antípater estava assetjat per les forces combinades dels grecs. Va lliurar una batalla en l'anomenada Guerra de Làmia contra els atenencs i els seus aliats, dirigits per Antífil, i encara que l'exèrcit macedoni va obtenir la victòria, la cavalleria, dirigida pel mateix Lleonat, va ser derrotada i el seu cap va morir de les ferides després de lluitar amb gran coratge com feia sempre.
Com a característica personal seva la gran afició que tenia per les caceres.